# Koža
La Koža (in russo Кожа?) è un fiume della Russia europea, affluente di sinistra dell'Onega. Scorre nell'Oblast' di Arcangelo, nel rajon Onežskij.

## Descrizione
Il fiume proviene dal lago Kožozero e scorre in direzione nord-orientale. Attraversa i rilievi Vetrenyj pojas (Ветреный пояс) e solca poi una pianura paludosa. Sfocia nell'Onega a 63 km dalla foce, presso Ust'-Koža. Ha una lunghezza di 96 km, il suo bacino è di 6 210 km². Gela da metà novembre a fine aprile.
I suoi maggiori affluenti sono: Syvtuga (lungo 152 km) proveniente dalla destra idrografica, Igiša (94 km) dalla sinistra.
Nei secoli XIX-XX, la pesca delle perle di fiume veniva effettuata nella Koža e nel suo affluente Syvtuga.